# スイス国立公園
スイス国立公園（すいすこくりつこうえん）は、スイス東南部、アルプス山脈をはじめ自然に恵まれたエンガディン地方にある、スイスで唯一の国立公園。

## 概要
国立公園の入口にあたるツェルネッツ村に、事務所として使われている村の古城、プランタ・ヴィルデンベルク（Planta Wildenberg）の横に、2008年5月31日にオープンしたビジターセンターがある。
イタリアとの国境を接する敷地に、動植物たちの野生のままの生態系が守られていて、国立公園の区画に入ると、人為的なものがなくなり、うっそうとした森と、荒涼とした山や谷、川が山崩れ・川の氾濫・倒木などの自然現象がすべて放置したまま、自然による回復力の観察が続けられている。
1979年にユネスコの生物圏保護区に指定された。

## 地形
総面積172.3平方キロで、標高1400〜3173mに位置する。

## 自然

### 植生
土地の分布は、森林、草地、岩場が3分の1ずつ。

### 動物
シカ、アイベックス、シャモア、マーモット、イヌワシ（金わし）など。

## ビジターセンター
ビジターセンターは800㎡で、動物や植物をはじめ自然環境に関するさまざまな情報を、学んだり、体感したりできるようになっていて、 無料で貸し出してくれる5ヶ国語のオーディオ・ガイダンスも用意されている。

### スイス国立公園の風景

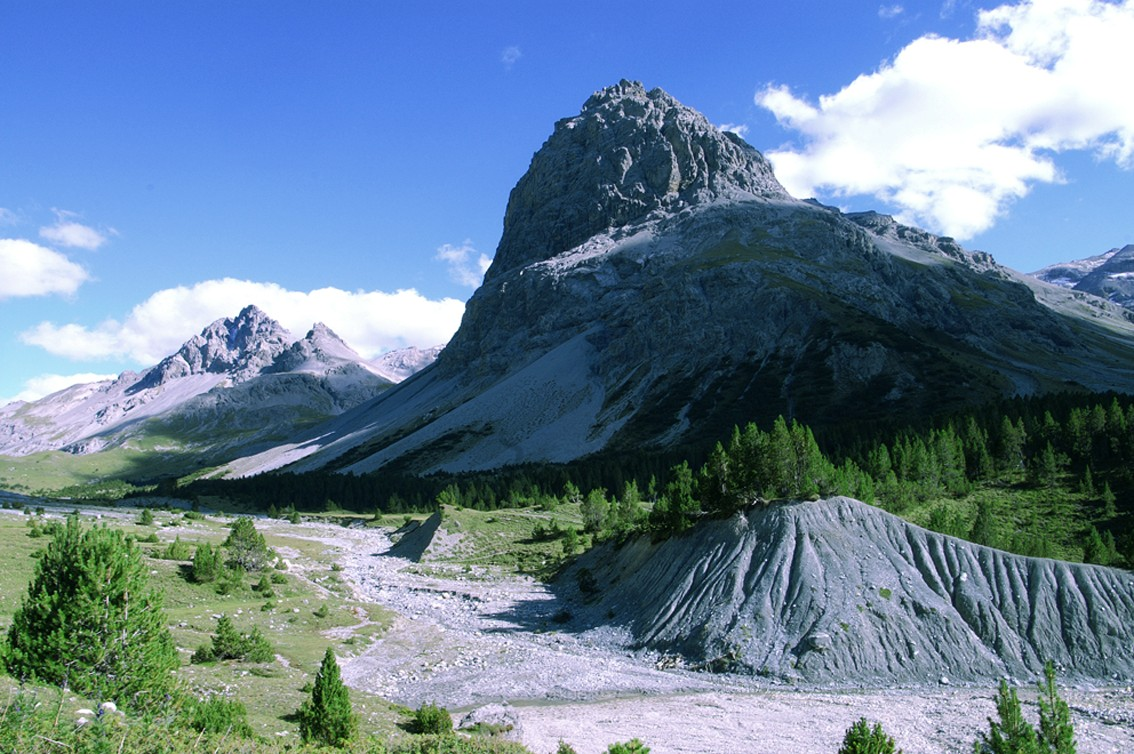
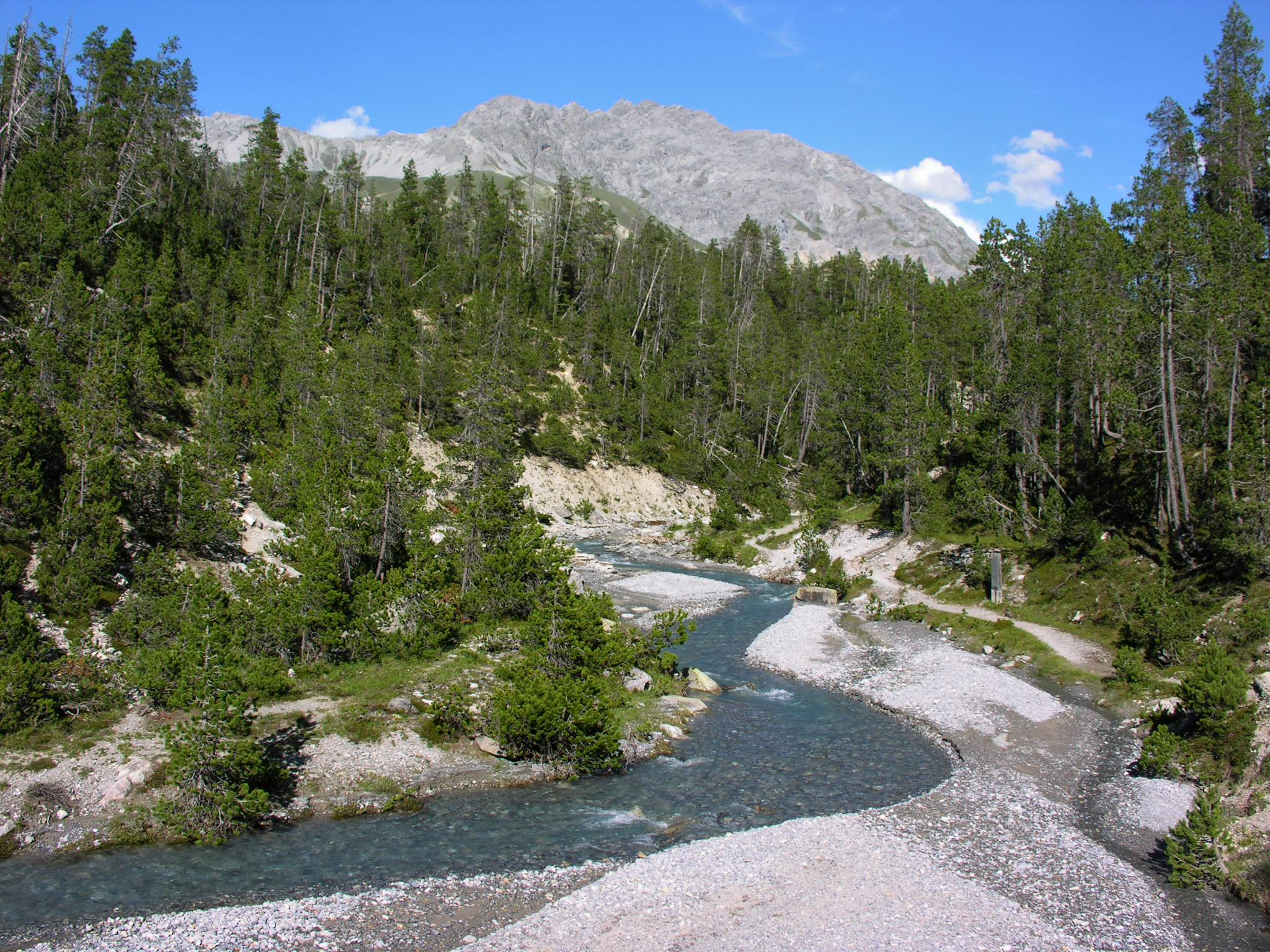
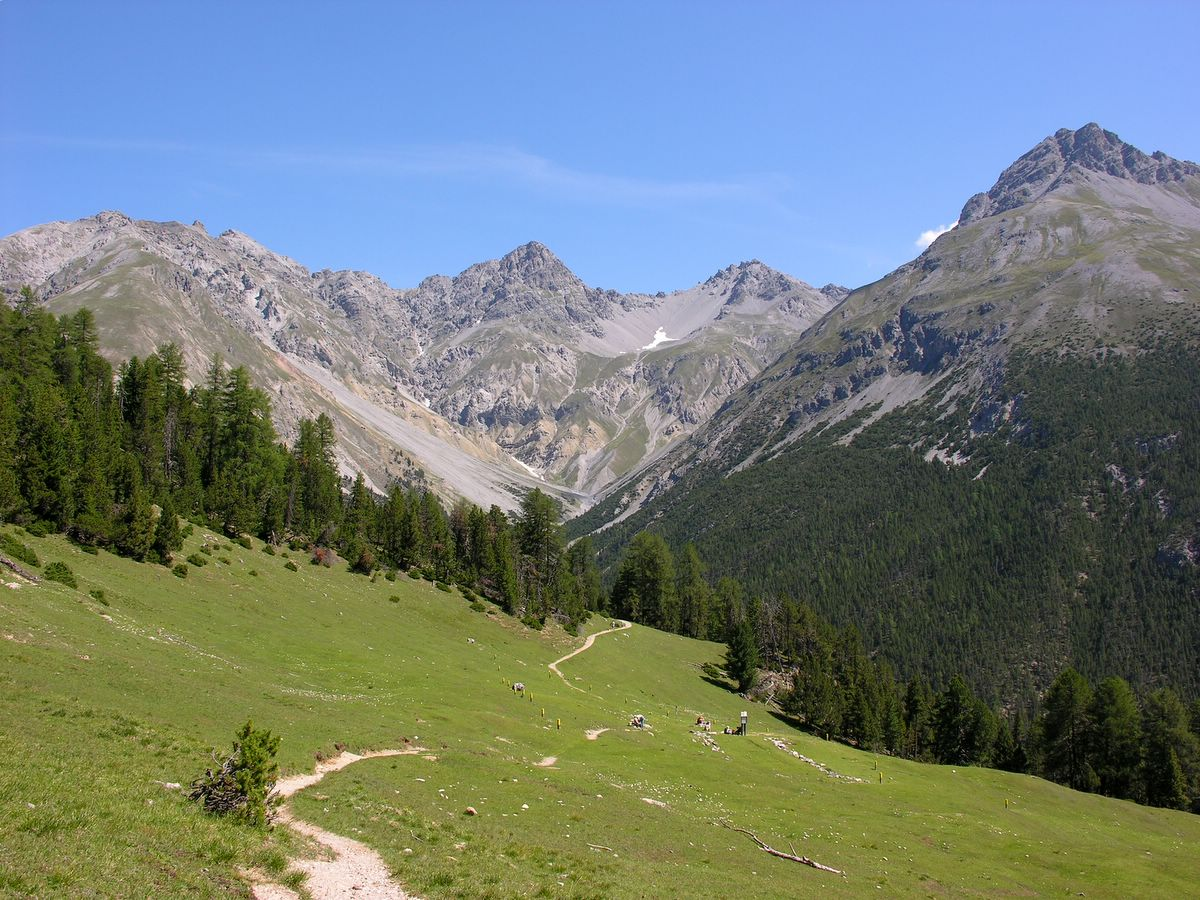